# 기성품
기성품(旣成品,ready-made)은 생산자에 의해  대량으로 만들어지는 물품. 또는 미리 일정한 규격대로 만들어 놓고 파는 물품을 폭넓게 가리킨다.
이러한 이유에서 동일 또는 유사 제품에 대한 여러 생산자들의 상대적이고 주관적으로 제작될 수 있는 비규격으로 인한 불합리한 영역을 해소하고자 생산자의 고유한 성질이나 특허 등에 저촉되지 않는 선에서  한국산업표준(KS), ISO등이 역사적으로 지속적으로 제기되어 확립되어왔다.
최근에는 소비자의 요구와 시장의 변화에 부응하는 생산자의 다양한 모습을 보여주는 사례들이 늘어나는 추세이다.

## 생산라인의 변화 사례
- 동일 제품에서의 소비자 기호를 반영한 다양한 상품 - 라면 종류의 다양화
- 맞춤형 소량 출판
- 소프트웨어 제품의 사용자 설정 옵션 제공
- 자동차 판매시 선택 옵션 사양

## 같이 보기
- 상용 기성품
- 맞춤 제작
- OEM
- DIY